# Hoople
La ville américaine de Hoople est située dans le comté de Walsh, dans l’État du Dakota du Nord. Lors du recensement de 2010, sa population s’élevait à 242 habitants.

## Histoire
Hoople a été fondée en 1889 et nommée en hommage à Alan Hoople, un des premiers habitants.

## Démographie
| 1900 | 1910 | 1920 | 1930 | 1940 | 1950 |
| ---- | ---- | ---- | ---- | ---- | ---- |
| 174  | 175  | 250  | 325  | 346  | 447  |

| 1960 | 1970 | 1980 | 1990 | 2000 | 2010 |
| ---- | ---- | ---- | ---- | ---- | ---- |
| 334  | 330  | 350  | 310  | 292  | 242  |

## Source
- (en) Cet article est partiellement ou en totalité issu de l’article de Wikipédia en anglais intitulé « Hoople, North Dakota » (voir la liste des auteurs).